# سيميون فورمان
سيميون فورمان Semyon Furman (ولد في 1 ديسمبر 1920 – ومات في 17 مارس 1978) كان لاعب شطرنج ومدرب سوفييتي حمل لقب أستاذ كبير.

## ألقاب
- نال لقب أستاذ دولي عام 1954، ولقب أستاذ كبير عام 1966.

## التدريب
- اشتهر بتدريبه اللاعب أناتولي كاربوف حتى أصبح بطلاً للعالم في الشطرنج.

## روابط خارجية
- سيميون فورمان على موقع مباريات الشطرنج (الإنجليزية)
- سيميون فورمان على موقع 365Chess.com (الإنجليزية)
- سيميون فورمان على موقع Chesstempo.com (الإنجليزية)